# Любен Беров
Любен Борисов Беров е български политик и икономист, работил в областта на стопанската история. В периода от 1992 до 1994 г. е министър-председател на 83-тото правителство на България.

## Биография

### Образование
Любен Беров е роден на 6 октомври 1925 г. в София. Завършва Първа софийска мъжка гимназия, а през 1949 г. – икономика в Стопанския факултет на Софийския университет „Климент Охридски“.

### Преподавателска и научна дейност
Преподава стопанска история във Висшия икономически институт „Карл Маркс“ от 1950 до 1985 г., където постъпва като асистент, по-късно става доцент (1962), професор (1971) и защитава дисертация за научна степен доктор на икономическите науки (1976), посветена на революцията на цените на Балканите през XVI–XVII век. Той е ръководител на катедра „Стопанска история“, заместник-декан и декан.
След това работи в Института по балканистика на Българската академия на науките. Избран е за „старши член“ на колегията на колежа „Сейнт Антъни“ при Оксфордския университет. От 1973 г. е председател на българската секция при Международната асоциация по стопанска история. През 1997 г. е избран за член-кореспондент на БАН.
Носител е на орден „Кирил и Методий“, I степен (1980).

### Политическа и стопанска дейност
През 1990 г. Любен Беров става съветник на президента Желю Желев, а на 30 декември 1992 г. оглавява експертно правителство, подкрепено от Движението за права и свободи и Българската социалистическа партия.
По времето на управлението на Любен Беров избухва Българо-северномакедонския езиков спор. На 13 април 1994 просветният министър Марко Тодоров се намира в Скопие за подписване на протокол за сътрудничество между министерствата на образованието на двете държави. Текстът е предварително съгласуван, но в последния момент домакините изрично настояват подписването му да стане на „македонски и български език“. Българският министър отказва и прекратява визитата си. Само седмица по-късно, на 21 и 22 април, в София пристига делегацията на Република Северна Македония (РСМ), водена от президента Киро Глигоров, за сключване на редица двустранни споразумения. Отново поради спор на какви езици да се извърши това не е подписан нито един официален документ. Отказът на делегацията на РСМ да приеме компромисната формула „на официалните 
езици“ довежда до отказ на Беров да се срещне с Киро Глигоров, което води до скандал.
От 1995 до 1997 г. е член, а от 1997 г. е председател на Съвета на директорите на „Селскостопанска кредитна централа“ АД. От 1996 е председател на Пленарния съвет на Българо-руската инвестиционна банка (днес СИБАНК). От 1998 г. е председател на Съвета на директорите на „Агропродукт Б“ АД, София.

## Семейство
Любен Беров е женен за Таня Берова. Има син и дъщеря.